# Connecticuts flagga
Connecticuts flagga antogs den 9 september 1897. Statsvapnet på flaggan går tillbaka till ett sigill från kolonial tid, 1639. Sitt nuvarande utseende fick det 1711 då de ursprungligen femton vinstockarna reducerades till tre för att symbolisera de tre kolonier, New Haven, Saybrook och Connecticut (Hartford) som förenats och som 1788 kom att bilda delstaten Connecticut.
Devisen på latin "qui transtulit sustinet" betyder ungefär "den som flyttar frodas". Det syftar på kolonisterna, som frodades i den nya världen. Vinstockarna bär samma symbolik.